# Nokere Koerse 2023
Nokere Koerse 2023 var den 77. udgave af det belgiske cykelløb Nokere Koerse. Det blev kørt den 15. marts 2023 med start i Deinze og mål i Nokere i Østflandern. Løbet var en del af UCI ProSeries 2023. Løbet blev vundet af belgiske Tim Merlier fra Soudal Quick-Step for andet år i træk.

## Resultat
| \| Samlede stilling \| Samlede stilling \| Samlede stilling \| Samlede stilling \| Samlede stilling \| \| Rytter \| Rytter \| Hold \| Tid \| \| \| ---------------- \| ---------------- \| ------------------- \| ---------------- \| ---------------- \| \| 1. \| Tim Merlier \| Soudal Quick-Step \| 4t 19' 14" \| \| \| 2. \| Edward Theuns \| Trek-Segafredo \| + 0" \| \| \| 3. \| Milan Menten \| Lotto Dstny \| + 3" \| \| \| 4. \| Timo Kielich \| Alpecin-Deceuninck \| + 3" \| \| \| 5. \| Lewis Askey \| Groupama-FDJ \| + 3" \| \| \| 6. \| Sep Vanmarcke \| Israel-Premier Tech \| + 3" \| \| \| 7. \| Louis Blouwe \| Bingoal WB \| + 3" \| \| \| 8. \| Laurence Pithie \| Groupama-FDJ \| + 3" \| \| \| 9. \| Christophe Noppe \| Cofidis \| + 3" \| \| \| 10. \| Sjoerd Bax \| UAE Team Emirates \| + 7" \| \| |                  |                     |            |
| |                  |                     |            |
| Kilde: ProCyclingStats |                  |                     |            |
| Samlede stilling |                  |                     |            |
| Rytter | Rytter           | Hold                | Tid        |
| 1. | Tim Merlier      | Soudal Quick-Step   | 4t 19' 14" |
| 2. | Edward Theuns    | Trek-Segafredo      | + 0"       |
| 3. | Milan Menten     | Lotto Dstny         | + 3"       |
| 4. | Timo Kielich     | Alpecin-Deceuninck  | + 3"       |
| 5. | Lewis Askey      | Groupama-FDJ        | + 3"       |
| 6. | Sep Vanmarcke    | Israel-Premier Tech | + 3"       |
| 7. | Louis Blouwe     | Bingoal WB          | + 3"       |
| 8. | Laurence Pithie  | Groupama-FDJ        | + 3"       |
| 9. | Christophe Noppe | Cofidis             | + 3"       |
| 10. | Sjoerd Bax       | UAE Team Emirates   | + 7"       |

## Hold og ryttere
| UCI WorldTeams (8)- Alpecin-Deceuninck - Cofidis - Groupama-FDJ - Intermarché-Circus-Wanty - Soudal Quick-Step - Team DSM - Trek-Segafredo - UAE Team Emirates UCI ProTeams (11)- Bingoal WB - Bolton Equities Black Spoke Pro Cycling - Euskaltel-Euskadi - Human Powered Health - Israel-Premier Tech - Lotto Dstny - Q36.5 Pro Cycling Team - Team Corratec - Team Flanders-Baloise - Team Novo Nordisk - Uno-X Pro Cycling Team UCI Kontinentalhold- Tarteletto-Isorex |
| |

### Danske ryttere
| Danske ryttere på startlisten |                      |                          |           |
| Rygnummer                     | Rytter               | Hold                     | Placering |
| 52                            | Tobias Lund Andresen | Team DSM                 | 118       |
| 62                            | Julius Johansen      | Intermarché-Circus-Wanty | 56        |
| 106                           | Louis Bendixen       | Uno-X Pro Cycling Team   | 68        |

* DNF = gennemførte ikke

### Startliste
| Soudal Quick-Step SOQ | Soudal Quick-Step SOQ        | Soudal Quick-Step SOQ |
| --------------------- | ---------------------------- | --------------------- |
| Nr.                   | Rytter                       | Placering             |
| 1                     | Tim Merlier (BEL) (landevej) | 1.                    |
| 2                     | Josef Černý (CZE)            | 92.                   |
| 3                     | Jannik Steimle (GER)         | 113.                  |
| 4                     | Martin Svrček (SVK)          | 93.                   |
| 5                     | Bert Van Lerberghe (BEL)     | 41.                   |
| 6                     | Stan Van Tricht (BEL)        | 59.                   |
| 7                     | Ethan Vernon (GBR)           | 48.                   |

| UAE Team Emirates UAD | UAE Team Emirates UAD      | UAE Team Emirates UAD |
| --------------------- | -------------------------- | --------------------- |
| Nr.                   | Rytter                     | Placering             |
| 11                    | Pascal Ackermann (GER)     | 65.                   |
| 12                    | Ivo Oliveira (POR)         | 110.                  |
| 13                    | Ryan Gibbons (RSA)         | 21.                   |
| 14                    | Sjoerd Bax (NED)           | 10.                   |
| 15                    | Felix Groß (GER)           | 120.                  |
| 16                    | Vegard Stake Laengen (NOR) | 51.                   |
| 17                    | Michael Vink (NZL)         | 91.                   |

| Trek-Segafredo TFS | Trek-Segafredo TFS             | Trek-Segafredo TFS |
| ------------------ | ------------------------------ | ------------------ |
| Nr.                | Rytter                         | Placering          |
| 21                 | Edward Theuns (BEL)            | 2.                 |
| 22                 | Marc Brustenga (ESP)           | 96.                |
| 23                 | Emīls Liepiņš (LAT) (landevej) | 47.                |
| 24                 | Thibau Nys (BEL)               | 60.                |
| 25                 | Mathias Vacek (CZE)            | 25.                |
| 26                 | Otto Vergaerde (BEL)           | 78.                |

| Alpecin-Deceuninck ADC | Alpecin-Deceuninck ADC  | Alpecin-Deceuninck ADC |
| ---------------------- | ----------------------- | ---------------------- |
| Nr.                    | Rytter                  | Placering              |
| 31                     | Dries De Bondt (BEL)    | 63.                    |
| 32                     | Ayco Bastiaens (BEL)    | DNF                    |
| 33                     | Tobias Bayer (AUT)      | 90.                    |
| 34                     | Timo Kielich (BEL)      | 4.                     |
| 35                     | Alexander Krieger (GER) | 64.                    |
| 36                     | Xandro Meurisse (BEL)   | 89.                    |
| 37                     | Kaden Groves (AUS)      | 101.                   |

| Groupama-FDJ GFC | Groupama-FDJ GFC         | Groupama-FDJ GFC |
| ---------------- | ------------------------ | ---------------- |
| Nr.              | Rytter                   | Placering        |
| 41               | Lewis Askey (GBR)        | 5.               |
| 42               | Clément Davy (FRA)       | 34.              |
| 43               | Matthieu Ladagnous (FRA) | 53.              |
| 44               | Enzo Paleni (FRA)        | 79.              |
| 45               | Laurence Pithie (NZL)    | 8.               |
| 46               | Samuel Watson (GBR)      | 72.              |
| 47               | Bram Welten (NED)        | 18.              |

| Team DSM DSM | Team DSM DSM               | Team DSM DSM |
| ------------ | -------------------------- | ------------ |
| Nr.          | Rytter                     | Placering    |
| 51           | Sam Welsford (AUS)         | 26.          |
| 52           | Tobias Lund Andresen (DEN) | 118.         |
| 53           | Sean Flynn (GBR)           | 46.          |
| 54           | Leon Heinschke (GER)       | 105.         |
| 55           | Alberto Dainese (ITA)      | DNF          |
| 56           | Tim Naberman (NED)         | 49.          |
| 57           | Axel Källberg (FIN)        | 116.         |

| Intermarché-Circus-Wanty ICW | Intermarché-Circus-Wanty ICW    | Intermarché-Circus-Wanty ICW |
| ---------------------------- | ------------------------------- | ---------------------------- |
| Nr.                          | Rytter                          | Placering                    |
| 61                           | Gerben Thijssen (BEL)           | 85.                          |
| 62                           | Julius Johansen (DEN)           | 56.                          |
| 63                           | Madis Mihkels (EST)             | 12.                          |
| 64                           | Baptiste Planckaert (BEL)       | 58.                          |
| 65                           | Dries De Pooter (BEL)           | 62.                          |
| 66                           | Boy van Poppel (NED)            | 23.                          |
| 67                           | Roel van Sintmaartensdijk (NED) | 84.                          |

| Cofidis COF | Cofidis COF            | Cofidis COF |
| ----------- | ---------------------- | ----------- |
| Nr.         | Rytter                 | Placering   |
| 72          | Piet Allegaert (BEL)   | 87.         |
| 73          | André Carvalho (POR)   | 102.        |
| 74          | Christophe Noppe (BEL) | 9.          |
| 75          | Eddy Finé (FRA)        | 36.         |
| 76          | Wesley Kreder (NED)    | 20.         |
| 77          | Jelle Wallays (BEL)    | 30.         |

| Israel-Premier Tech IPT | Israel-Premier Tech IPT | Israel-Premier Tech IPT |
| ----------------------- | ----------------------- | ----------------------- |
| Nr.                     | Rytter                  | Placering               |
| 81                      | Sep Vanmarcke (BEL)     | 6.                      |
| 82                      | Tom Van Asbroeck (BEL)  | 24.                     |
| 84                      | Taj Jones (AUS)         | 86.                     |
| 85                      | Riley Pickrell (CAN)    | 95.                     |
| 86                      | Guy Sagiv (ISR)         | 66.                     |
| 87                      | Roi Weinberg (ISR)      | DNF                     |

| Lotto Dstny LTD | Lotto Dstny LTD             | Lotto Dstny LTD |
| --------------- | --------------------------- | --------------- |
| Nr.             | Rytter                      | Placering       |
| 91              | Victor Campenaerts (BEL)    | 88.             |
| 92              | Jasper De Buyst (BEL)       | 99.             |
| 93              | Sébastien Grignard (BEL)    | 45.             |
| 94              | Arjen Livyns (BEL)          | 111.            |
| 95              | Milan Menten (BEL)          | 3.              |
| 96              | Lorenz Van De Wynkele (BEL) | 38.             |
| 97              | Florian Vermeersch (BEL)    | 11.             |

| Uno-X Pro Cycling Team UXT | Uno-X Pro Cycling Team UXT   | Uno-X Pro Cycling Team UXT |
| -------------------------- | ---------------------------- | -------------------------- |
| Nr.                        | Rytter                       | Placering                  |
| 102                        | Fredrik Dversnes (NOR)       | 19.                        |
| 103                        | Stian Fredheim (NOR)         | 50.                        |
| 104                        | Tord Gudmestad (NOR)         | 40.                        |
| 105                        | Kristoffer Halvorsen (NOR)   | 17.                        |
| 106                        | Louis Bendixen (DEN)         | 68.                        |
| 107                        | Martin Bugge Urianstad (NOR) | 82.                        |

| Team Flanders-Baloise TFB | Team Flanders-Baloise TFB | Team Flanders-Baloise TFB |
| ------------------------- | ------------------------- | ------------------------- |
| Nr.                       | Rytter                    | Placering                 |
| 111                       | Vito Braet (BEL)          | 76.                       |
| 112                       | Alex Colman (BEL)         | 114.                      |
| 113                       | Sander De Pestel (BEL)    | 31.                       |
| 114                       | Lindsay De Vylder (BEL)   | 75.                       |
| 115                       | Vincent Van Hemelen (BEL) | 119.                      |
| 116                       | Aaron Van Poucke (BEL)    | 61.                       |
| 117                       | Ward Vanhoof (BEL)        | 37.                       |

| Bingoal WB BWB | Bingoal WB BWB                 | Bingoal WB BWB |
| -------------- | ------------------------------ | -------------- |
| Nr.            | Rytter                         | Placering      |
| 121            | Guillaume Van Keirsbulck (BEL) | 52.            |
| 122            | Louis Blouwe (BEL)             | 7.             |
| 123            | Dorian de Maeght (BEL)         | 100.           |
| 124            | Ceriel Desal (BEL)             | 81.            |
| 125            | Ludovic Robeet (BEL)           | 106.           |
| 126            | Luca Van Boven (BEL)           | 83.            |
| 127            | Julian Mertens (BEL)           | 43.            |

| Euskaltel-Euskadi EUS | Euskaltel-Euskadi EUS    | Euskaltel-Euskadi EUS |
| --------------------- | ------------------------ | --------------------- |
| Nr.                   | Rytter                   | Placering             |
| 131                   | Enekoitz Azparren (ESP)  | 103.                  |
| 132                   | Xabier Berasategi (ESP)  | 32.                   |
| 133                   | Carlos Canal (ESP)       | 15.                   |
| 134                   | Gotzon Martín (ESP)      | 16.                   |
| 135                   | Xabier Isasa (ESP)       | 117.                  |
| 136                   | Juan José Lobato (ESP)   | 77.                   |
| 137                   | Antonio Jesús Soto (ESP) | 14.                   |

| Human Powered Health HPM | Human Powered Health HPM       | Human Powered Health HPM |
| ------------------------ | ------------------------------ | ------------------------ |
| Nr.                      | Rytter                         | Placering                |
| 141                      | Charles-Étienne Chrétien (CAN) | 69.                      |
| 143                      | Adam de Vos (CAN)              | 94.                      |
| 144                      | Matthew Gibson (GBR)           | DNF                      |
| 145                      | Gage Hecht (USA)               | 107.                     |
| 146                      | August Jensen (NOR)            | 74.                      |
| 147                      | Gijs Van Hoecke (BEL)          | 35.                      |

| Bolton Equities Black Spoke Pro Cycling BEB | Bolton Equities Black Spoke Pro Cycling BEB | Bolton Equities Black Spoke Pro Cycling BEB |
| ------------------------------------------- | ------------------------------------------- | ------------------------------------------- |
| Nr.                                         | Rytter                                      | Placering                                   |
| 151                                         | Matthew Bostock (GBR)                       | DNF                                         |
| 152                                         | Ryan Christensen (NZL)                      | 108.                                        |
| 153                                         | Mitchel Fitzsimons (NZL)                    | DNS                                         |
| 154                                         | Aaron Gate (NZL)                            | 54.                                         |
| 155                                         | Luke Mudgway (NZL)                          | 123.                                        |
| 156                                         | Jacob Scott (GBR)                           | 42.                                         |
| 157                                         | Rory Townsend (IRL) (landevej)              | 109.                                        |

| Q36.5 Pro Cycling Team Q36 | Q36.5 Pro Cycling Team Q36 | Q36.5 Pro Cycling Team Q36 |
| -------------------------- | -------------------------- | -------------------------- |
| Nr.                        | Rytter                     | Placering                  |
| 161                        | Filippo Colombo (SUI)      | 13.                        |
| 162                        | Kamil Małecki (POL)        | 71.                        |
| 163                        | Fabio Christen (SUI)       | 44.                        |
| 164                        | Tom Devriendt (BEL)        | 67.                        |
| 165                        | Nicolò Parisini (ITA)      | 70.                        |
| 166                        | Szymon Sajnok (POL)        | 22.                        |
| 167                        | Nickolas Zukowsky (CAN)    | 29.                        |

| Team Novo Nordisk TNN | Team Novo Nordisk TNN | Team Novo Nordisk TNN |
| --------------------- | --------------------- | --------------------- |
| Nr.                   | Rytter                | Placering             |
| 171                   | Gerd de Keijzer (NED) | DNF                   |
| 172                   | Joonas Henttala (FIN) | DNF                   |
| 173                   | Matyáš Kopecký (CZE)  | 28.                   |
| 174                   | Péter Kusztor (HUN)   | 39.                   |
| 175                   | Andrea Peron (ITA)    | 33.                   |
| 176                   | Declan Irvine (AUS)   | 104.                  |
| 177                   | Logan Phippen (USA)   | DNF                   |

| Team Corratec COR | Team Corratec COR         | Team Corratec COR |
| ----------------- | ------------------------- | ----------------- |
| Nr.               | Rytter                    | Placering         |
| 181               | Charlie Quaterman (GBR)   | DNF               |
| 182               | Antonio Barać (CRO)       | DNF               |
| 183               | Nicolas Dalla Valle (ITA) | 80.               |
| 184               | Lorenzo Quartucci (ITA)   | 115.              |
| 185               | Etienne van Empel (NED)   | DNF               |
| 186               | Samuele Zambelli (ITA)    | 112.              |
| 187               | Giulio Masotto (ITA)      | 97.               |

| Tarteletto-Isorex TIS | Tarteletto-Isorex TIS     | Tarteletto-Isorex TIS |
| --------------------- | ------------------------- | --------------------- |
| Nr.                   | Rytter                    | Placering             |
| 191                   | Timothy Dupont (BEL)      | 27.                   |
| 192                   | Maxime De Poorter (BEL)   | 121.                  |
| 193                   | Jonas Geens (BEL)         | 98.                   |
| 194                   | Andreas Goeman (BEL)      | 57.                   |
| 195                   | Kobe Vanoverschelde (BEL) | 73.                   |
| 196                   | Thomas Joseph (BEL)       | 55.                   |
| 197                   | Thibau Verhofstadt (BEL)  | 122.                  |

| Soudal Quick-Step SOQ | Soudal Quick-Step SOQ        | Soudal Quick-Step SOQ |
| --------------------- | ---------------------------- | --------------------- |
| Nr.                   | Rytter                       | Placering             |
| 1                     | Tim Merlier (BEL) (landevej) | 1.                    |
| 2                     | Josef Černý (CZE)            | 92.                   |
| 3                     | Jannik Steimle (GER)         | 113.                  |
| 4                     | Martin Svrček (SVK)          | 93.                   |
| 5                     | Bert Van Lerberghe (BEL)     | 41.                   |
| 6                     | Stan Van Tricht (BEL)        | 59.                   |
| 7                     | Ethan Vernon (GBR)           | 48.                   |

| UAE Team Emirates UAD | UAE Team Emirates UAD      | UAE Team Emirates UAD |
| --------------------- | -------------------------- | --------------------- |
| Nr.                   | Rytter                     | Placering             |
| 11                    | Pascal Ackermann (GER)     | 65.                   |
| 12                    | Ivo Oliveira (POR)         | 110.                  |
| 13                    | Ryan Gibbons (RSA)         | 21.                   |
| 14                    | Sjoerd Bax (NED)           | 10.                   |
| 15                    | Felix Groß (GER)           | 120.                  |
| 16                    | Vegard Stake Laengen (NOR) | 51.                   |
| 17                    | Michael Vink (NZL)         | 91.                   |

| Trek-Segafredo TFS | Trek-Segafredo TFS             | Trek-Segafredo TFS |
| ------------------ | ------------------------------ | ------------------ |
| Nr.                | Rytter                         | Placering          |
| 21                 | Edward Theuns (BEL)            | 2.                 |
| 22                 | Marc Brustenga (ESP)           | 96.                |
| 23                 | Emīls Liepiņš (LAT) (landevej) | 47.                |
| 24                 | Thibau Nys (BEL)               | 60.                |
| 25                 | Mathias Vacek (CZE)            | 25.                |
| 26                 | Otto Vergaerde (BEL)           | 78.                |

| Alpecin-Deceuninck ADC | Alpecin-Deceuninck ADC  | Alpecin-Deceuninck ADC |
| ---------------------- | ----------------------- | ---------------------- |
| Nr.                    | Rytter                  | Placering              |
| 31                     | Dries De Bondt (BEL)    | 63.                    |
| 32                     | Ayco Bastiaens (BEL)    | DNF                    |
| 33                     | Tobias Bayer (AUT)      | 90.                    |
| 34                     | Timo Kielich (BEL)      | 4.                     |
| 35                     | Alexander Krieger (GER) | 64.                    |
| 36                     | Xandro Meurisse (BEL)   | 89.                    |
| 37                     | Kaden Groves (AUS)      | 101.                   |

| Groupama-FDJ GFC | Groupama-FDJ GFC         | Groupama-FDJ GFC |
| ---------------- | ------------------------ | ---------------- |
| Nr.              | Rytter                   | Placering        |
| 41               | Lewis Askey (GBR)        | 5.               |
| 42               | Clément Davy (FRA)       | 34.              |
| 43               | Matthieu Ladagnous (FRA) | 53.              |
| 44               | Enzo Paleni (FRA)        | 79.              |
| 45               | Laurence Pithie (NZL)    | 8.               |
| 46               | Samuel Watson (GBR)      | 72.              |
| 47               | Bram Welten (NED)        | 18.              |

| Team DSM DSM | Team DSM DSM               | Team DSM DSM |
| ------------ | -------------------------- | ------------ |
| Nr.          | Rytter                     | Placering    |
| 51           | Sam Welsford (AUS)         | 26.          |
| 52           | Tobias Lund Andresen (DEN) | 118.         |
| 53           | Sean Flynn (GBR)           | 46.          |
| 54           | Leon Heinschke (GER)       | 105.         |
| 55           | Alberto Dainese (ITA)      | DNF          |
| 56           | Tim Naberman (NED)         | 49.          |
| 57           | Axel Källberg (FIN)        | 116.         |

| Intermarché-Circus-Wanty ICW | Intermarché-Circus-Wanty ICW    | Intermarché-Circus-Wanty ICW |
| ---------------------------- | ------------------------------- | ---------------------------- |
| Nr.                          | Rytter                          | Placering                    |
| 61                           | Gerben Thijssen (BEL)           | 85.                          |
| 62                           | Julius Johansen (DEN)           | 56.                          |
| 63                           | Madis Mihkels (EST)             | 12.                          |
| 64                           | Baptiste Planckaert (BEL)       | 58.                          |
| 65                           | Dries De Pooter (BEL)           | 62.                          |
| 66                           | Boy van Poppel (NED)            | 23.                          |
| 67                           | Roel van Sintmaartensdijk (NED) | 84.                          |

| Cofidis COF | Cofidis COF            | Cofidis COF |
| ----------- | ---------------------- | ----------- |
| Nr.         | Rytter                 | Placering   |
| 72          | Piet Allegaert (BEL)   | 87.         |
| 73          | André Carvalho (POR)   | 102.        |
| 74          | Christophe Noppe (BEL) | 9.          |
| 75          | Eddy Finé (FRA)        | 36.         |
| 76          | Wesley Kreder (NED)    | 20.         |
| 77          | Jelle Wallays (BEL)    | 30.         |

| Israel-Premier Tech IPT | Israel-Premier Tech IPT | Israel-Premier Tech IPT |
| ----------------------- | ----------------------- | ----------------------- |
| Nr.                     | Rytter                  | Placering               |
| 81                      | Sep Vanmarcke (BEL)     | 6.                      |
| 82                      | Tom Van Asbroeck (BEL)  | 24.                     |
| 84                      | Taj Jones (AUS)         | 86.                     |
| 85                      | Riley Pickrell (CAN)    | 95.                     |
| 86                      | Guy Sagiv (ISR)         | 66.                     |
| 87                      | Roi Weinberg (ISR)      | DNF                     |

| Lotto Dstny LTD | Lotto Dstny LTD             | Lotto Dstny LTD |
| --------------- | --------------------------- | --------------- |
| Nr.             | Rytter                      | Placering       |
| 91              | Victor Campenaerts (BEL)    | 88.             |
| 92              | Jasper De Buyst (BEL)       | 99.             |
| 93              | Sébastien Grignard (BEL)    | 45.             |
| 94              | Arjen Livyns (BEL)          | 111.            |
| 95              | Milan Menten (BEL)          | 3.              |
| 96              | Lorenz Van De Wynkele (BEL) | 38.             |
| 97              | Florian Vermeersch (BEL)    | 11.             |

| Uno-X Pro Cycling Team UXT | Uno-X Pro Cycling Team UXT   | Uno-X Pro Cycling Team UXT |
| -------------------------- | ---------------------------- | -------------------------- |
| Nr.                        | Rytter                       | Placering                  |
| 102                        | Fredrik Dversnes (NOR)       | 19.                        |
| 103                        | Stian Fredheim (NOR)         | 50.                        |
| 104                        | Tord Gudmestad (NOR)         | 40.                        |
| 105                        | Kristoffer Halvorsen (NOR)   | 17.                        |
| 106                        | Louis Bendixen (DEN)         | 68.                        |
| 107                        | Martin Bugge Urianstad (NOR) | 82.                        |

| Team Flanders-Baloise TFB | Team Flanders-Baloise TFB | Team Flanders-Baloise TFB |
| ------------------------- | ------------------------- | ------------------------- |
| Nr.                       | Rytter                    | Placering                 |
| 111                       | Vito Braet (BEL)          | 76.                       |
| 112                       | Alex Colman (BEL)         | 114.                      |
| 113                       | Sander De Pestel (BEL)    | 31.                       |
| 114                       | Lindsay De Vylder (BEL)   | 75.                       |
| 115                       | Vincent Van Hemelen (BEL) | 119.                      |
| 116                       | Aaron Van Poucke (BEL)    | 61.                       |
| 117                       | Ward Vanhoof (BEL)        | 37.                       |

| Bingoal WB BWB | Bingoal WB BWB                 | Bingoal WB BWB |
| -------------- | ------------------------------ | -------------- |
| Nr.            | Rytter                         | Placering      |
| 121            | Guillaume Van Keirsbulck (BEL) | 52.            |
| 122            | Louis Blouwe (BEL)             | 7.             |
| 123            | Dorian de Maeght (BEL)         | 100.           |
| 124            | Ceriel Desal (BEL)             | 81.            |
| 125            | Ludovic Robeet (BEL)           | 106.           |
| 126            | Luca Van Boven (BEL)           | 83.            |
| 127            | Julian Mertens (BEL)           | 43.            |

| Euskaltel-Euskadi EUS | Euskaltel-Euskadi EUS    | Euskaltel-Euskadi EUS |
| --------------------- | ------------------------ | --------------------- |
| Nr.                   | Rytter                   | Placering             |
| 131                   | Enekoitz Azparren (ESP)  | 103.                  |
| 132                   | Xabier Berasategi (ESP)  | 32.                   |
| 133                   | Carlos Canal (ESP)       | 15.                   |
| 134                   | Gotzon Martín (ESP)      | 16.                   |
| 135                   | Xabier Isasa (ESP)       | 117.                  |
| 136                   | Juan José Lobato (ESP)   | 77.                   |
| 137                   | Antonio Jesús Soto (ESP) | 14.                   |

| Human Powered Health HPM | Human Powered Health HPM       | Human Powered Health HPM |
| ------------------------ | ------------------------------ | ------------------------ |
| Nr.                      | Rytter                         | Placering                |
| 141                      | Charles-Étienne Chrétien (CAN) | 69.                      |
| 143                      | Adam de Vos (CAN)              | 94.                      |
| 144                      | Matthew Gibson (GBR)           | DNF                      |
| 145                      | Gage Hecht (USA)               | 107.                     |
| 146                      | August Jensen (NOR)            | 74.                      |
| 147                      | Gijs Van Hoecke (BEL)          | 35.                      |

| Bolton Equities Black Spoke Pro Cycling BEB | Bolton Equities Black Spoke Pro Cycling BEB | Bolton Equities Black Spoke Pro Cycling BEB |
| ------------------------------------------- | ------------------------------------------- | ------------------------------------------- |
| Nr.                                         | Rytter                                      | Placering                                   |
| 151                                         | Matthew Bostock (GBR)                       | DNF                                         |
| 152                                         | Ryan Christensen (NZL)                      | 108.                                        |
| 153                                         | Mitchel Fitzsimons (NZL)                    | DNS                                         |
| 154                                         | Aaron Gate (NZL)                            | 54.                                         |
| 155                                         | Luke Mudgway (NZL)                          | 123.                                        |
| 156                                         | Jacob Scott (GBR)                           | 42.                                         |
| 157                                         | Rory Townsend (IRL) (landevej)              | 109.                                        |

| Q36.5 Pro Cycling Team Q36 | Q36.5 Pro Cycling Team Q36 | Q36.5 Pro Cycling Team Q36 |
| -------------------------- | -------------------------- | -------------------------- |
| Nr.                        | Rytter                     | Placering                  |
| 161                        | Filippo Colombo (SUI)      | 13.                        |
| 162                        | Kamil Małecki (POL)        | 71.                        |
| 163                        | Fabio Christen (SUI)       | 44.                        |
| 164                        | Tom Devriendt (BEL)        | 67.                        |
| 165                        | Nicolò Parisini (ITA)      | 70.                        |
| 166                        | Szymon Sajnok (POL)        | 22.                        |
| 167                        | Nickolas Zukowsky (CAN)    | 29.                        |

| Team Novo Nordisk TNN | Team Novo Nordisk TNN | Team Novo Nordisk TNN |
| --------------------- | --------------------- | --------------------- |
| Nr.                   | Rytter                | Placering             |
| 171                   | Gerd de Keijzer (NED) | DNF                   |
| 172                   | Joonas Henttala (FIN) | DNF                   |
| 173                   | Matyáš Kopecký (CZE)  | 28.                   |
| 174                   | Péter Kusztor (HUN)   | 39.                   |
| 175                   | Andrea Peron (ITA)    | 33.                   |
| 176                   | Declan Irvine (AUS)   | 104.                  |
| 177                   | Logan Phippen (USA)   | DNF                   |

| Team Corratec COR | Team Corratec COR         | Team Corratec COR |
| ----------------- | ------------------------- | ----------------- |
| Nr.               | Rytter                    | Placering         |
| 181               | Charlie Quaterman (GBR)   | DNF               |
| 182               | Antonio Barać (CRO)       | DNF               |
| 183               | Nicolas Dalla Valle (ITA) | 80.               |
| 184               | Lorenzo Quartucci (ITA)   | 115.              |
| 185               | Etienne van Empel (NED)   | DNF               |
| 186               | Samuele Zambelli (ITA)    | 112.              |
| 187               | Giulio Masotto (ITA)      | 97.               |

| Tarteletto-Isorex TIS | Tarteletto-Isorex TIS     | Tarteletto-Isorex TIS |
| --------------------- | ------------------------- | --------------------- |
| Nr.                   | Rytter                    | Placering             |
| 191                   | Timothy Dupont (BEL)      | 27.                   |
| 192                   | Maxime De Poorter (BEL)   | 121.                  |
| 193                   | Jonas Geens (BEL)         | 98.                   |
| 194                   | Andreas Goeman (BEL)      | 57.                   |
| 195                   | Kobe Vanoverschelde (BEL) | 73.                   |
| 196                   | Thomas Joseph (BEL)       | 55.                   |
| 197                   | Thibau Verhofstadt (BEL)  | 122.                  |